# (64) Angelina
(64) Angelina ist ein Asteroid des mittleren Hauptgürtels, der am 4. März 1861 vom österreichischen Astronomen Ernst Wilhelm Leberecht Tempel am Observatoire de Marseille in Frankreich entdeckt wurde.
Benannt wurde der Asteroid nach der Privatsternwarte des Astronomen Franz Xaver von Zach in Notre-Dame-des-Anges auf dem Berg Mimet bei Marseille, Einsiedelei und Kloster der Pères de l’Oratoire. Ziel von Zachs Beobachtungen war es, die durch Berge verursachte Lotabweichung zu bestimmen. Seine Ergebnisse veröffentlichte er in seinem monumentalen Werk L’Attraction des montagnes (Avignon, 1814). Zach reiste in jungen Jahren viel, förderte die internationale Zusammenarbeit, war als Herausgeber einer astronomischen Publikation aktiv und half bei der Organisation der Suche nach dem verschwundenen Planeten zwischen Mars und Jupiter. Die Benennung erfolgte auf Vorschlag von Jean Elias Benjamin Valz. Gegen diese Benennung entbrannte ein Proteststurm durch John Herschel, George Biddell Airy und Friedrich Wilhelm August Argelander wegen des fehlenden mythologischen Bezugs.

## Wissenschaftliche Auswertung
Mit Daten radiometrischer Beobachtungen im Infraroten am Kitt-Peak-Nationalobservatorium in Arizona vom März 1975 wurden für (64) Angelina erstmals Werte für den Durchmesser und die Albedo von 61 km und 0,28 bestimmt. Mit dem Satelliten Midcourse Space Experiment (MSX) wurden 1996 bis 1997 im Rahmen der Infrared Minor Planet Survey (MIMPS) Daten erhalten, aus denen für (64) Angelina Werte für den mittleren Durchmesser und die Albedo von 61,4 km bzw. 0,40 bestimmt wurden. Am 31. Januar 2010 wurde (64) Angelina am Arecibo-Observatorium bei 2,38 GHz radarastronomisch untersucht. Die Messergebnisse stimmten mit den Durchmesserwerten überein, die durch eine Sternbedeckung (siehe unten) und die früheren Infrarotmessungen erhalten worden waren, und bestätigen eine hohe optische Albedo, die mit einer nahezu reinen Enstatit-Zusammensetzung übereinstimmt. Es konnte außerdem festgestellt werden, dass der Asteroid ein ungewöhnlich hohes Radarpolarisationsverhältnis aufweist, was mit allen anderen vom Radar beobachteten Asteroiden der E-Klasse übereinstimmt. Eine Auswertung von Beobachtungen durch das Projekt NEOWISE im nahen Infrarot führte 2011 zu vorläufigen Werten für den Durchmesser und die Albedo im sichtbaren Bereich von 50,3 km bzw. 0,68. Nach neuen Messungen mit NEOWISE wurden die Werte 2014 auf 58,3 km bzw. 0,48 korrigiert.
Als Asteroid der seltenen Tholen-Spektralklasse E besitzt er durch eine mineralische Oberfläche eine hohe Albedo. Spektroskopische Untersuchungen des Asteroiden mit der Infrared Telescope Facility (IRTF) am Mauna-Kea-Observatorium auf Hawaiʻi in 2001 wiesen darauf hin, dass seine Oberfläche Forsterit-Olivin und Oldhamit enthalten könnte. Beobachtungen vom 16. bis 19. November 2004 am Telescopio Nazionale Galileo (TNG) auf La Palma im Infraroten bestätigten das Vorkommen von Oldhamit und den taxonomischen E-Typ.

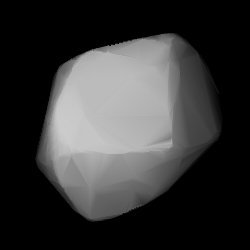
Berechnetes 3D-Modell von (64) Angelina

Photometrische Beobachtungen von (64) Angelina fanden erstmals statt am 8. Februar 1975 am Observatorium Kvistaberg in Schweden. Dabei konnte aber keine Rotationsperiode bestimmt werden. Weitere Beobachtungen erfolgten in den Jahren 1978/79 und 1981 am Lowell-Observatorium in Arizona und am Observatorium Metsähovi der Universität Helsinki in Finnland. Aus der aufgezeichneten Lichtkurve wurde eine Rotationsperiode von 8,752 h bestimmt. Bei weiteren Messungen vom 25. Juli bis 23. Oktober 1981 am Lowell-Observatorium und am Table Mountain Observatory in Kalifornien konnte eine Rotationsperiode von 8,754 h abgeleitet werden, während Beobachtungen vom 20. Januar bis 23. März 1988 am Table Mountain Observatory, am McDonald-Observatorium in Texas und am IRTF zu einem Wert von 8,742 h ausgewertet wurden. Um den Zeitpunkt der Opposition des Asteroiden herum konnte dabei eine deutliche Helligkeitssteigerung festgestellt werden. Ein solcher Oppositionseffekt, der auch bei den Uranusmonden und den Saturnringen auftritt, könnte eine normale Eigenschaft atmosphärenloser Oberflächen mit mittlerer bis hoher Albedo sein.
In einer Untersuchung von 1993 konnten aus mehreren archivierten Lichtkurven eine Rotationsperiode von 8,755 h und erstmals zwei alternative Möglichkeiten für die Lage der Rotationsachse mit prograder Rotation und die Achsenverhältnisse eines dreiachsig-ellipsoidischen Gestaltmodells für den Asteroiden bestimmt werden. Eine Auswertung von neuen Messungen am 16. November und 29. Dezember 2000 am Charkiw-Observatorium in der Ukraine und am Krim-Observatorium in Simejis führte zu einer Rotationsperiode von 8,752 h. Aus einer Kombination aller verfügbaren Messwerte konnten auch wieder ähnliche Werte wie zuvor für die Lage der Rotationsachse und die Achsenverhältnisse bestimmt werden.
Zum besseren Verständnis des Oppositionseffekts auf die Polarisation bei Asteroiden mit hoher Albedo war (64) Angelina bereits vom 22. bis 28. Juli 1996 polarimetrisch beobachtet worden. Eine Auswertung vergleichbarer Messungen aus den Jahren 1995, 1999 und 2000/2001 zeigte eine phasenwinkel-abhängige Polarisation. Aus den photometrischen Messdaten wurde eine Rotationsperiode von 8,752 h errechnet. Der polarimetrische Oppositionseffekt konnte auch bei weiteren Beobachtungen am Krim-Observatorium in den Jahren 2008, 2011 und 2012 festgestellt werden. Auf Grundlage einer Sternbedeckung durch den Asteroiden am 3. Juli 2004 für 1,2 s wurde auch eine Albedo von 0,47 bestimmt. Dieser Wert lag etwas höher als zuvor bestimmte Werte, der Grund könnte in dem polarimetrischen Oppositionseffekt gelegen haben.
Aus archivierten Lichtkurven konnte in einer Untersuchung von 2011 ein dreidimensionales Gestaltmodell für (64) Angelina bestimmt werden mit zwei alternativen Rotationsachsen sowie einer Rotationsperiode von 8,7503 h. Die bereits erwähnte Sternbedeckung durch den Asteroiden ermöglichte die Bestimmung des effektiven Durchmessers zu 52 ± 10 km und die Auswahl derjenigen Rotationsachse, die besser zu der Bedeckungssilhouette passte. Zur Unterstützung von radarastronomischen Beobachtungen des Asteroiden erfolgte eine neue photometrische Beobachtung vom 13. bis 15. Dezember 2013 an der Palmer Divide Station des Center for Solar System Studies in Colorado. Hier wurde eine Rotationsperiode von 8,75 h bestimmt.
Die Auswertung von 24 vorliegenden Lichtkurven und zusätzlichen Daten der Lowell Photometric Database ermöglichte in einer Untersuchung von 2016 die Erstellung eines neuen Gestaltmodells für den Asteroiden für zwei alternative Positionen der Rotationsachse mit prograder Rotation, wobei die Achse nahezu in der Ebene der Ekliptik liegt, und einer Periode von 8,75171 h. Aus photometrischen Daten der Jahre 1981–2017 in Verbindung mit Daten von Gaia wurde dann in einer Untersuchung von 2020 mit dem Algorithmus Shaping Asteroids with Genetic Evolution (SAGE) wieder ein Gestaltmodell mit zwei alternativen Position für die Rotationsachse mit prograder Rotation und einer Rotationsperiode von 8,75171 h berechnet. Eine Anwendung thermophysikalischer Modelle ergab zunächst einen Wert für den Durchmesser von 54 ± 2 km, der unter Verwendung von Beobachtungsdaten der Sternbedeckung von 2004 auf einen mittleren Durchmesser von 50 ± 3 km verbessert werden konnte.
Zwischen 2012 und 2018 wurden mit der All-Sky Automated Survey for Supernovae (ASAS-SN) auch photometrische Daten von 20.000 Asteroiden aufgezeichnet. Auf mehr als 5000 davon konnte erfolgreich die Methode der konvexen Inversion angewendet werden, darunter auch (64) Angelina, für die in einer Untersuchung von 2021 ein verbessertes dreidimensionales Gestaltmodell für eine Rotationsachse mit prograder Rotation und einer Periode von 8,7517 h berechnet wurde. Aus archivierten Daten des Asteroid Terrestrial-impact Last Alert System (ATLAS) aus dem Zeitraum 2015 bis 2018 konnte in einer Untersuchung von 2022 mit der Methode der konvexen Inversion eine Rotationsperiode von 8,75 h berechnet werden.

## Geplantes Raumsonden-Projekt
Bereits in einer Untersuchung aus dem Jahr 2001 wurde ein Szenario ausgearbeitet, in dem Raumsonden, die in fünf Startfenstern von 2004 bis 2010 gestartet würden, im Vorbeiflug Proben von Asteroiden sammeln und zur Erde zurückbringen könnten. Ein Start im November 2005 hätte dabei nach zwei Swing-by-Manövern an Venus und Erde neben (214) Aschera auch (64) Angelina erreichen und am 13. März 2008 mit einer Geschwindigkeit von 11,1 km/s an dieser vorbeifliegen können. Die Erde wäre wieder im Februar 2010 erreicht worden. Ein solches Projekt wurde aber nicht realisiert.